# Krezov zaklad
Krezov zaklad je ime, ki je bilo dodeljeno zbirki 363 dragocenih lidijskih artefaktov iz 7. stoletja pred našim štetjem in izvira iz province Uşak v zahodni Turčiji, in so bili predmet pravne bitke med Turčijo in New York Metropolitan Museum of Art med letoma 1987–1993 in vrnjeni v Turčijo leta 1993, potem ko je muzej priznal, da je vedel, da so predmeti ukradeni, ko so jih kupili. Zbirka je znana tudi kot Lidijski zaklad. Slog okrašenih sten in predmetov, odkritih v grobnici, kaže na to, da izvira iz istega obdobja kot drugo, ki pripada človeku, ki je bil odkrit v bližini med deli v letih 1966 - 1967. Znameniti zaklad je vseboval kose iz zlata in srebro. Tam so bili redki lidijski kovanci, srebrne posode, nakit, marmornati sfingi in drugi čudoviti umetniški predmeti.
Predmeti so razstavljeni v arheološkem muzeju Uşak (Uşak Arkeoloji Müzesi).
Zbirka je spet zbudila pozornost, ko so maja 2006 ugotovili, da je bil ključni predmet, Zlati hipokamp, ki je bil na ogled v muzeju Uşak skupaj z ostalo zbirko, zamenjan s ponaredkom, verjetno med marcem in avgustom 2005.
Čeprav so bili artefakti iz obdobja ko je vladal Krez, pa ostaja sporno ali so bili neposredno povezani z legendarnim lidijskim kraljem ali ne. Krezovo bogastvo je imelo vpliv na številne azijske kulture v slogu, podobnem njegovi slavi v zahodnih kulturah in se imenujejo bodisi Qarun (arabščina, perzijščina) ali Karun (turščina) ali Korah, z mitskimi deleži njegove sreče, je odmevalo tudi na različne načine, kot na primer izraz »tako bogat kot Krez«. To pojasnjuje, zakaj se je izraz Krezov zaklad prijel. Zaklad kralja Kreza je sestavljalo več kot 363 kosov in grobni tumulus, kjer so odkrili večino artefaktov (izvirajo iz bližnjih, vendar različnih najdišč), je ženski.

## Odkritje in tihotapljenje
Glavni in najdragocenejši del zaklada prihaja iz grobne komore lidijske princese, pridobljenega z ilegalnim izkopom, ki so ga izvedli trije iskalci sreče iz Uşakske odvisne vasi Güre, v bližini katere je grobnica, na kraju imenovanem Toptepe. Ko so kopali in se niso mogli prebiti skozi marmornata zidana vrata komore, so v noči na 6. junij 1966 odstranili streho grobnice in prvič zagledali osupljiv prizor pokopane lidijske plemkinje in nje zaklade po 2600 letih. Zaklad iz tega groba je bil obogaten z nadaljnjimi najdbami istih mož v bližnjih grobnicah 1966-1967. Zbirko so tihotapili izven Turčije v ločenih pošiljkah skozi İzmir in Amsterdam, ki jih je Metropolitanski muzej umetnosti med letoma 1967–1968 kupil po fakturiranih stroških v višini 1,2 milijona dolarjev za 200 kosov.

## Pravni boj
Prizadevanja, ki so jih naredile zaporedne turške vlade za pridobitev zbirke, so vzpodbujal že od samega začetka in jim sledil novinar Özgen Acar. Acar je v katalogu Met muzeja prvič predstavil nekaj del zbirke leta 1984 in turškemu ministrstvu za kulturo sporočil njihovo jasno poreklo, hkrati pa je napisal več člankov in vztrajal v vsej aferi po birokratskih kanalih v Turčiji. Deloval je kot prostovoljni odposlanec ministrstva v okviru sodne zadeve, ki je bila sprožena v New Yorku leta 1987 in zaključena leta 1993, hkrati pa je bil imenovan za svetovalca v širšem okviru sodelovanja Turčije, v delu, ki ga je opravil UNIDROIT (International Institute for the Unification of Private Law - medvladna organizacija, katere cilj je uskladiti mednarodno zasebno pravo po državah z enotnimi pravili – ustanovljena leta 1926) na področju varstva zgodovinske, kulturne in verske dediščine. Ime Acar je v Turčiji tudi sinonim za iskanje drugih predmetov tihotapljenega arheološkega blaga, imenovanega Zaklad Elmalı glede na njihovo izvorno mesto, mesto Elmalı na jugozahodu Turčije, ki tokrat vključuje lidijske kovance in izjemno redke dekadrahme iz obdobja Delske lige z Bostonskim muzejem likovnih umetnosti kot njegova nasprotna stranka. 

## Primer muzeja Uşak
Jasna potreba po muzeju, vrednem zaklada, je bila izražena že odkar so se artefakti vrnili v Turčijo. Ob zasegu desetih drugih nezakonito izkopanih artefaktov leta 1998, nadaljnjih arheoloških odkritjih in znane prisotnosti osmih kosov zlata, ki so se pojavili leta 2000 med razstavo v pariški zasebni galeriji, za katere še niso bili izvedeni poskusi, je bila nabrana čedna zbirka sestavljena iz skupno 375 kosov. Toda majhen muzej v Uşaku, v katerem je bila postavljena zbirka, bolj osredotočen na shranjevanje preprog in delovanje v pogojih proračunskih in kadrovskih omejitev, ni v celoti izpolnjeval zahtev za ohranitev Krezovega zaklada. Dvomi o primernosti lokacije so bili okrepljeni z vložitvijo trenutno nerešenih pravnih tožb proti muzejskim uslužbencem zaradi tatvine leta 2007. Nekdanji direktor muzeja ostaja edina oseba, ki je še vedno pridržana med desetimi prvotno obtoženimi v okviru primera okoli zamenjave hipokampa s ponarejenim.

## Prekletstvo zaklada
Nekateri v Uşaku zaklad povezujejo s prekletstvom. Legenda pravi, da je sedem mož, ki so sodelovali pri nezakonitem izkopavanju »umrlo nasilno ali utrpelo veliko nesrečo«.